# Escobaria laredoi
Escobaria laredoi ist eine Pflanzenart in der Gattung Escobaria aus der Familie der Kakteengewächse (Cactaceae). Das Artepitheton laredoi ehrt den mexikanischen Gärtner Mathias Laredo.

## Beschreibung
Escobaria laredoi wächst mit zahlreichen Trieben und bildet häufig große, kompakte Polster. Die kugelförmigen bis etwas verlängerten Triebe weisen Durchmesser von 4 bis 4,5 Zentimeter auf. Die aufsteigenden und bis zur Basis gefurchten Warzen sind 10 bis 12 Millimeter lang. Die vier bis fünf ausgebreiteten bis aufsteigenden weißen Mitteldornen sind kräftig und steif. Sie weisen Längen von 1,1 bis 1,4 Zentimeter auf. Die etwa 33 ungleich langen, ausstrahlenden, weißen Randdornen sind steif, gerade bis gebogen und 0,6 bis 1,2 Zentimeter lang.
Die rötlich lavendelfarbenen bis magentafarbenen Blüten öffnen sich weit. Sie sind 1,5 bis 1,7 Zentimeter lang und erreichen einen Durchmesser von 0,8 bis 1 Zentimeter. Die mehr oder weniger rosa-lavendelfarbenen bis hellgrünen Früchte sind 1,2 bis 1,4 Zentimeter lang und gelegentlich mit einigen rudimentären Schuppen besetzt.

## Verbreitung, Systematik und Gefährdung
Escobaria laredoi ist im mexikanischen Bundesstaat Coahuila verbreitet.
Die Erstbeschreibung als Coryphantha laredoi durch Charles Edward Glass und Robert Alan Foster wurde 1978 veröffentlicht. Nigel Paul Taylor stellte die Art ein Jahr später in die Gattung Escobaria.
In der Roten Liste gefährdeter Arten der IUCN wird die Art als „Data Deficient (DD)“, d. h. mit keinen ausreichenden Daten geführt.

## Nachweise